# Roman Jebavý
Roman Jebavý (ur. 16 listopada 1989 w Turnovie) – czeski tenisista, reprezentant w Pucharze Davisa.

## Kariera tenisowa
Startując w gronie juniorów został finalistą Wimbledonu 2007 w grze podwójnej chłopców partnerując Martinowi Kližanowi.
Już jako zawodowy tenisista wygrał cztery turnieje gry podwójnej rangi ATP Tour i przegrał cztery finały.
We wrześniu 2017 zadebiutował w reprezentacji Czech w Pucharze Davisa.
W rankingu gry pojedynczej najwyżej był na 297. miejscu (30 września 2013), a w klasyfikacji gry podwójnej na 43. pozycji (4 marca 2019).

### Finały w turniejach ATP Tour
| Legenda                                      |
| -------------------------------------------- |
| Wielki Szlem                                 |
| Igrzyska olimpijskie                         |
| Tennis Masters Cup / ATP Finals              |
| ATP Masters Series / ATP Tour Masters 1000   |
| ATP International Series Gold / ATP Tour 500 |
| ATP International Series / ATP Tour 250      |

#### Gra podwójna (4–4)
| Końcowy wynik | Nr | Data             | Turniej    | Nawierzchnia  | Partner          | Przeciwnicy                         | Wynik finału   |
| ------------- | -- | ---------------- | ---------- | ------------- | ---------------- | ----------------------------------- | -------------- |
| Zwycięzca     | 1. | 7 maja 2017      | Stambuł    | Ceglana       | Jiří Veselý      | Tuna Altuna Alessandro Motti        | 6:0, 6:0       |
| Zwycięzca     | 2. | 24 września 2017 | Petersburg | Twarda (hala) | Matwé Middelkoop | Julio Peralta Horacio Zeballos      | 6:4, 6:4       |
| Finalista     | 1. | 26 maja 2018     | Lyon       | Ceglana       | Matwé Middelkoop | Nick Kyrgios Jack Sock              | 5:7, 6:2, 9–11 |
| Finalista     | 2. | 21 lipca 2018    | Umag       | Ceglana       | Jiří Veselý      | Robin Haase Matwé Middelkoop        | 4:6, 4:6       |
| Zwycięzca     | 3. | 4 sierpnia 2018  | Kitzbühel  | Ceglana       | Andrés Molteni   | Daniele Bracciali Federico Delbonis | 6:2, 6:4       |
| Finalista     | 3. | 23 września 2018 | Petersburg | Twarda (hala) | Matwé Middelkoop | Matteo Berrettini Fabio Fognini     | 6:7(6), 6:7(4) |
| Zwycięzca     | 4. | 10 lutego 2019   | Córdoba    | Ceglana       | Andrés Molteni   | Máximo González Horacio Zeballos    | 6:4, 7:6(4)    |
| Finalista     | 4. | 31 lipca 2021    | Kitzbühel  | Ceglana       | Matwé Middelkoop | Alexander Erler Lucas Miedler       | 5:7, 6:7(5)    |